# Ruud Gullit
Rudi Dil, nome de batismo de Ruud Gullit (Amsterdã, 1 de setembro de 1962), é um ex-futebolista neerlandês que atuava como meia-atacante. um dos maiores do país e do mundo nos anos 80. 
Era dotado de extrema velocidade e estupenda força; em seu rico repertório, sempre executava velozes dribles e belos arremates potentes de fora da área. Com toda sua técnica, inteligência, força e impulsão, Gullit é considerado até hoje como um dos poucos jogadores completos na história do futebol. Atuava tanto como líbero, meia ou atacante.
Em 1987, foi eleito o melhor jogador do mundo (prêmio chamado de Ballon d'Or na época). Na cerimônia de entrega deste prêmio, dedicou sua vitória, ao então preso político, Nelson Mandela.
Está incluído na lista da FIFA dos maiores jogadores do século XX, e ocupa a 18ª posição.
De acordo com uma pesquisa online feita pela UEFA, chamada Jubileu de Ouro, ficou na 13ª posição no ranking dos melhores jogadores europeus dos últimos 50 anos.

## Carreira em clubes

### Países Baixos

#### Haarlem
Começou no pequeno Haarlem, após ser descoberto quando jogava em um time de jovens do bairro de Yordam, em Amsterdã, o Meerboys. Foi nessa época que ele deixou de usar o sobrenome Dil, herdado de sua mãe. Pediu autorização ao seu pai para usar o sobrenome deste, Gullit, considerado por ele mais imponente.
Havia jogado apenas cinco partidas e o clube foi rebaixado. Na segunda divisão, conseguiu o título e foi eleito o melhor do campeonato. Na temporada que se seguiu, o Haarlem conseguiu, pela primeira e única vez, um lugar entre os classificados para uma copa europeia, ao alcançar vaga para a Copa da UEFA.
Gullit fez 91 jogos no campeonato pelo Haarlem, marcando 32 gols. Estreou-se pelo clube com apenas 16 anos, tornando-se na altura o jogador mais jovem da história da Eredivisie.

### Final da carreira

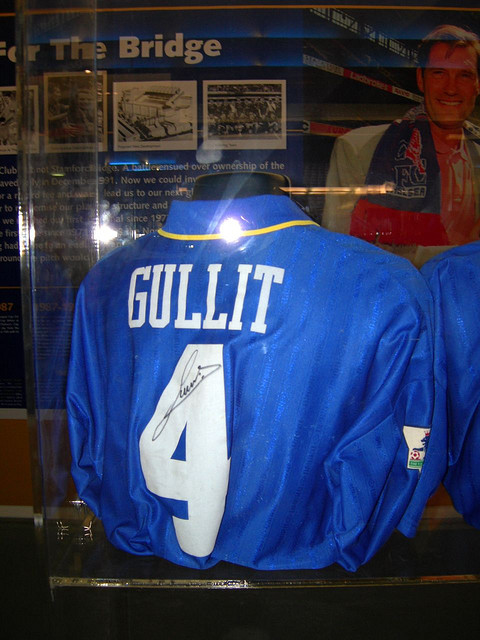
Camisa que Gullit usou no Chelsea, autografada pelo jogador, exposta no museu do clube.

#### Feyenoord
Despertou a cobiça de um dos grandes clubes do país, o Feyenoord, após chegar em 1981 à Seleção Neerlandesa, em virtude do título do Haarlem na segunda divisão do país. Já exibia a personalidade forte e os dreadlocks nos cabelos que o caracterizariam. No clube de Roterdã, do qual é torcedor declarado, teve a companhia de ninguém menos que seu grande ídolo, Johan Cruijff, que veio jogar na equipe a sua temporada de despedida, a de 1983/84. Foram juntos campeões neerlandeses e da Copa dos Países Baixos.
| “ | Minha primeira recordação real no futebol foi no mundial de 1974, o gol de Johan Cruijff sobre o Brasil. É algo que sempre levo em mente. Cruijff me ensinou muitíssimo. Coincidi com ele em sua última temporada como jogador (...). Era inteligentíssimo. Taticamente estava acima do resto.(...) Eu o olhava e pensava: 'Tem 38 anos e é muito bom. O que deve ter sido jogar com este homem quando tinha 24?' | ” |

#### PSV Eindhoven
Em 1985, Gullit mudou-se para o PSV por 1,2 milhão de florins holandeses e acabou marcando 46 gols em 68 jogos do campeonato pela equipe. Gullit foi novamente nomeado Futebolista do Ano em 1986, ao ajudar o PSV a conquistar a coroa da Eredivisie , um feito que repetiu no ano seguinte . Foi no PSV que Gullit realmente começou a se estabelecer como um jogador de futebol de classe mundial.
Ele, que jogou em dois dos três grandes times de seu país, jamais voltaria a atuar em clubes neerlandeses. Declararia que poderia ter jogado no que faltou - o Ajax -, mas os dirigentes teriam arrogantemente manifestado o desejo de que Gullit fosse até o clube, e não o contrário. "Todavia, quando me cruzo com dirigentes do Ajax daqueles anos me pedem perdão por como me trataram", disse.

### Milan
Embora o PSV quisesse o negócio, Gullit não gostava da difícil missão de ser um substituto de Michel Platini e preferiu acertar com outra tradicional equipe italiana, o Milan, que na mesma época acertou a contratação de seu compatriota Marco van Basten.
Chegou à Milão por nove milhões de dólares, e não precisou de muito tempo para se consagrar também no clube, participando da campanha que deu ao Milan seu 11º título na Serie A, encerrando onze anos de jejum. Durante a sua primeira temporada, receberia a Bola de Ouro da France Football, à qual dedicou ao líder negro sul-africano Nelson Mandela, que ainda estava preso. 
| “ | Foi algo natural, mas causou mais surpresa do que esperava. Naquele momento, todos nos Países Baixos seguíamos o que se passava na África do Sul com o apartheid, era normal. Um país dividido pela raça. Mas na Itália, não se sabia. (...) Muitos anos depois, visitei a prisão na Ilha Robben e falei com ex-companheiros de Mandela. Me contaram a explosão de júbilo que tiveram ao saber da minha dedicatória, mas um me disse: 'A primeira coisa que pensamos é que te tirariam o prêmio'. (...) Pensavam que a UEFA iria me retirar o prêmio por tê-lo dedicado a um negro. (...) Quando por fim o conheci pessoalmente, me disse: 'Agora muitos asseguram ser meus amigos, mas naqueles anos, tinha muitos poucos. E você era um dos meus soldados'". | ” |

Na temporada seguinte, a dupla com Van Basten virou um trio com a chegada de outro compatriota, Frank Rijkaard, todos recém-campeões da Eurocopa 1988. E o sucesso só aumentou: credenciada a disputar a Copa dos Campeões da UEFA, o Milan reconquistou seu terceiro troféu no torneio, vinte anos após seu último, firmando-se como o clube italiano que mais venceu a mais importante competição de clubes europeus, de quebra deixando para trás aí a rival Internazionale (que, como o Milan, possuía dois).
Na final, contra os romenos do Steaua Bucareste, base futura dos bons elencos que a Seleção Romena teria nos anos 90, Gullit marcou dois gols na goleada de 4 x 0 - os outros dois foram de Van Basten. Por sorte não morre duas semanas depois da final, disputada em 24 de maio; estava para ocorrer um torneio amistoso no Suriname que envolveria jogadores da Seleção Neerlandesa com origens na antiga colônia, e Gullit, assim como seu colega Rijkaard, fora convidado, mas acabou não liberado pelo Milan. Em 7 de junho, o avião que levava os jogadores acabaria acidentando-se, provocando a morte de quase todos os passageiros.
Na temporada que se seguiu, a de 1989/90, o Milan foi bicampeão do torneio, batendo desta vez o Benfica na final. Entretanto, embora ganhasse ainda o scudetto de 1992, conquistado de forma invicta, algo inédito no futebol italiano, Gullit foi perdendo espaço na equipe - o que incluiu a sua não-escalação na final da Copa dos Campeões de 1993, onde os rossoneri foram derrotados pelo Olympique Marselha.

### Sampdoria
Na temporada seguinte, a de 1993/94, resolveu mudar-se para a Sampdoria, sendo logo campeão da Copa da Itália, o que lhe ocasionou um breve retorno ao Milan, voltando à Samp ainda em 1994. Deixou o clube de Gênova em 1995. 

### Chelsea
Apegado aos holofotes, resolveu transferir-se para o futebol inglês, acertando com o Chelsea a fim de mudar de vida. "Eu tinha um estilo de vida como o de David Beckham e só queria voltar a ser o bom e velho Ruud. Queria poder andar na calçada e não ser perserguido toda hora. Eu queria aquela vida de volta e não havia lugar melhor do que Londres", declarou.
Apesar de assustar-se inicialmente com a estrutura precária e então vivida pelos Blues e pelo baixo nível do elenco, Gullit logo apaixonou-se pela torcida. Em sua segunda temporada em Stamford Bridge, passou a ser também a função de técnico, e nela levaria a modesta equipe - que na época não desfrutava dos badalados investimentos do milionário Roman Abramovich - ao título da FA Cup. Reconheceria, entretanto, que a saída do Milan lhe custaria mais títulos na carreira: 
| “ | "Era difícil divertir-se (no Milan), mas também era difícil não ganhar. (...) Quando saí do Milan para a Sampdoria e depois ao Chelsea, desfrutei muito mais do futebol, me diverti mais, tive mais liberdade, me expressei muito melhor em campo. Mas por sua vez, nunca voltei a ganhar como no Milan. Ganhei partidas, ganhei em diversão, mas nunca voltei a ganhar em alto nível" | ” |

Gullit encerrou a sua carreira em 1998, prestes a completar 36 anos, após ter deixado o Chelsea em definitivo. Na ocasião, o holandês se via muito mais como treinador do que como jogador, justamente por já não reunir as mesmas condições físicas de antigamente.

## Seleção Neerlandesa
Debutou em vitória sobre a Escócia no dia em que fez 19 anos. A Seleção Neerlandesa, entretanto, ainda obteria resultados ruins após a despedida da grande geração duas vezes consecutivas vice-campeã mundial na década anterior, não se classificando para a Copa do Mundo de 1982, a Eurocopa 1984 e a Copa do Mundo de 1986.
Tudo mudaria na Eurocopa 1988. Ele chegou ao torneio como campeão italiano e Bola de Ouro. Os Países Baixos, novamente treinados por Rinus Michels, o técnico que introduzira o "Carrossel Neerlandês" que encantou o mundo na Copa de 1974, voltava a comandar o grupo. Na primeira fase, entretanto, o país sofreu: perdeu o jogo inicial, para a União Soviética, recuperou-se ao vencer em seguida a Inglaterra e conseguiu classificar-se após vitória no final da partida contra a Irlanda, que precisava apenas do empate e acabou eliminada.
Nas semifinais, a Oranje reencontrou a seleção que tirara seu título na Copa de 1974: a Alemanha Ocidental, que era anfitriã também da Euro. O confronto entre ambas resultou novamente em um 2 x 1, mas desta vez a favor dos neerlandeses, que tinham nova chance de quebrar a sina de montar grandes times e não ganhar títulos. O adversário na final seria novamente a URSS. Gullit abriu o placar na final e deixou os Países Baixos novamente perto do título, coroado com o gol de Van Basten.
| “ | "Todos recordam o golaço de Van Basten de voleio na final da Eurocopa 1988. Poucos recordam que eu fiz o primeiro da final. E está bem assim. Este torneio foi todo dele, eu o entendi muito rapidamente. Assim como em 1988, muitos disseram que o campeonato que ganhamos na Itália foi meu campeonato; quando terminou a temporada e chegou a Eurocopa, foi o torneio de Van Basten, que no Milan não havia jogado muito" | ” |

Dois anos depois, a Seleção voltava a uma Copa do Mundo após ausência de doze anos. Gullit e seus colegas Van Basten e Rijkaard chegaram à Copa do Mundo de 1990 como bicampeões da Copa dos Campeões da UEFA com o Milan e compondo o selecionado campeão europeu. A Laranja, entretanto, decepcionou, não vencendo nenhuma partida: classificou-se à segunda fase apenas como uma das melhores terceiras colocadas (sistema iniciado na copa de 1986 e que funcionaria até o mundial de 1994), novamente perdendo (e sendo eliminada) pela Alemanha Ocidental, nas oitavas-de-final.
A seleção esteve novamente em alta em 1992. Defendendo o título na Eurocopa daquele ano, os Países Baixos (que ainda contavam com o trio dele formado com Rijkaard e Van Basten, campeões italianos invictos) lideraram a primeira fase, voltando a vencer a Alemanha (agora reunificada). Nas semifinais, entretanto, caiu nos pênaltis frente à futura campeã, a Dinamarca.
Jogou por seu país por mais dois anos. Acabou deixado de fora da Copa do Mundo de 1994 por demonstrar personalidade contra os pensamentos do técnico Dick Advocaat.

## Técnico
Atuou como jogador e treinador do Chelsea a partir de 1996 até deixar o clube em 1998, quando aposentou-se dos gramados. Saiu frustrado: "construí um time vencedor e fui demitido. Daí Gianluca Vialli veio e venceu todos os títulos, levando o crédito", disse Gullit em referência às conquistas da Copa da Liga Inglesa, da Recopa Europeia e da Supercopa Europeia obtidas pelo seu sucessor naquele ano.
Após deixar o clube londrino, não conseguiu ter bons resultados como treinador: foi logo contratado pelo Newcastle United e passou um ano no alvinegro, onde foi vice-campeão da Copa da Liga Inglesa de 1999, perdida para o Manchester United. Um dos fatores que o levaram a ter de deixar o clube foram desentendimentos com a estrela Alan Shearer. Também não conseguiu títulos no Feyenoord, onde passou a temporada 2004/05, e na última equipe que treinou, o Los Angeles Galaxy.
Após deixar o time estadunidense, Gullit declarou que nunca mais trabalharia no futebol local pois "é muito complicado. É difícil porque as regras normais não se aplicam lá. Comprar um bom jogador no campeonato da Major League Soccer é impossível, eles não querem negociar os atletas", embora ressaltasse a boa troca de experiência com os jogadores dos EUA. "Queriam aprender e estavam famintos por conhecimento".

## Vida pessoal
Ruud Gullit foi casado três vezes: ele tem duas filhas com sua primeira esposa Yvonne De Vries, com quem foi casado de 1984 a 1991. Em 1994 casou-se com a italiana Christina Pensa, com quem também tem dois filhos. O casamento foi divorciado em maio de 2000. Apenas um mês depois, ele se casou com sua terceira esposa, a atriz e apresentadora Estelle Cruyff, sobrinha de Johan Cruyff. O casal tem dois filhos, incluindo Maxim Gullit, que também é jogador de futebol ativo. O casamento foi divorciado em junho de 2013.
Em julho de 2013, todas as propriedades de Gullit foram apreendidas para o imposto de renda não pago em 2010 e 2011.

## Títulos
Haarlem
- Eerste Divisie: 1980–81

Feyenoord
- Eredivisie: 1983–84
- Copa dos Países Baixos: 1983–84

PSV Eindhoven
- Eredivisie: 1985–86, 1986–87

Milan
- Serie A: 1987–88, 1991–92, 1992–93
- Supercopa da Itália: 1992, 1994
- Liga dos Campeões da UEFA: 1988–89, 1989–90
- Supercopa Europeia: 1990
- Copa Intercontinental: 1990

Sampdoria
- Copa da Itália: 1993–94

Chelsea
- Copa da Inglaterra: 1996–97

Seleção Neerlandesa
- Eurocopa: 1988

### Prêmios Individuais
- Ballon d'Or: 1987
- Futebolista Neerlandês do Ano: 1984 e 1986
- Artilheiro da Copa dos Países Baixos: 1984 (9 gols)
- Chuteira de ouro dos Países Baixos: 1986
- Esportista Neerlandês do ano: 1987
- Jogador Mundial do ano pela Revista World Soccer: 1987 e 1989
- Seleção da Eurocopa: 1988 e 1992
- Bola de Prata da Eurocopa: 1988
- Bola de Prata de jogador do ano no futebol inglês: 1996
- FIFA 100: 2004
- 18.º melhor jogador de futebol do século XX da IFFHS

## Discografia

### Singles
- 1984 - Not The Dancing Kind
- 1986 - Alleluia come Football Stars
- 1988 - South Africa con The Revelation Time

### Álbum
- 1988 - Orange Reggae[20]